# Cottica (plaats)
Cottica of Cotticadorp is een klein Marron-dorp in het Surinaamse district Sipaliwini, in het ressort Tapanahony. Het dorp ligt op 104 meter boven zeeniveau aan de Lawarivier die de grens vormt met Frans-Guyana. Het vormde vroeger de zetel van een granman van de Aluku-marrons. De zetel werd verplaatst naar het stroomopwaarts gelegen Franse Papaichton.
Het dorp heeft een eigen landingsstrook, de Lawa Cottica Airstrip.

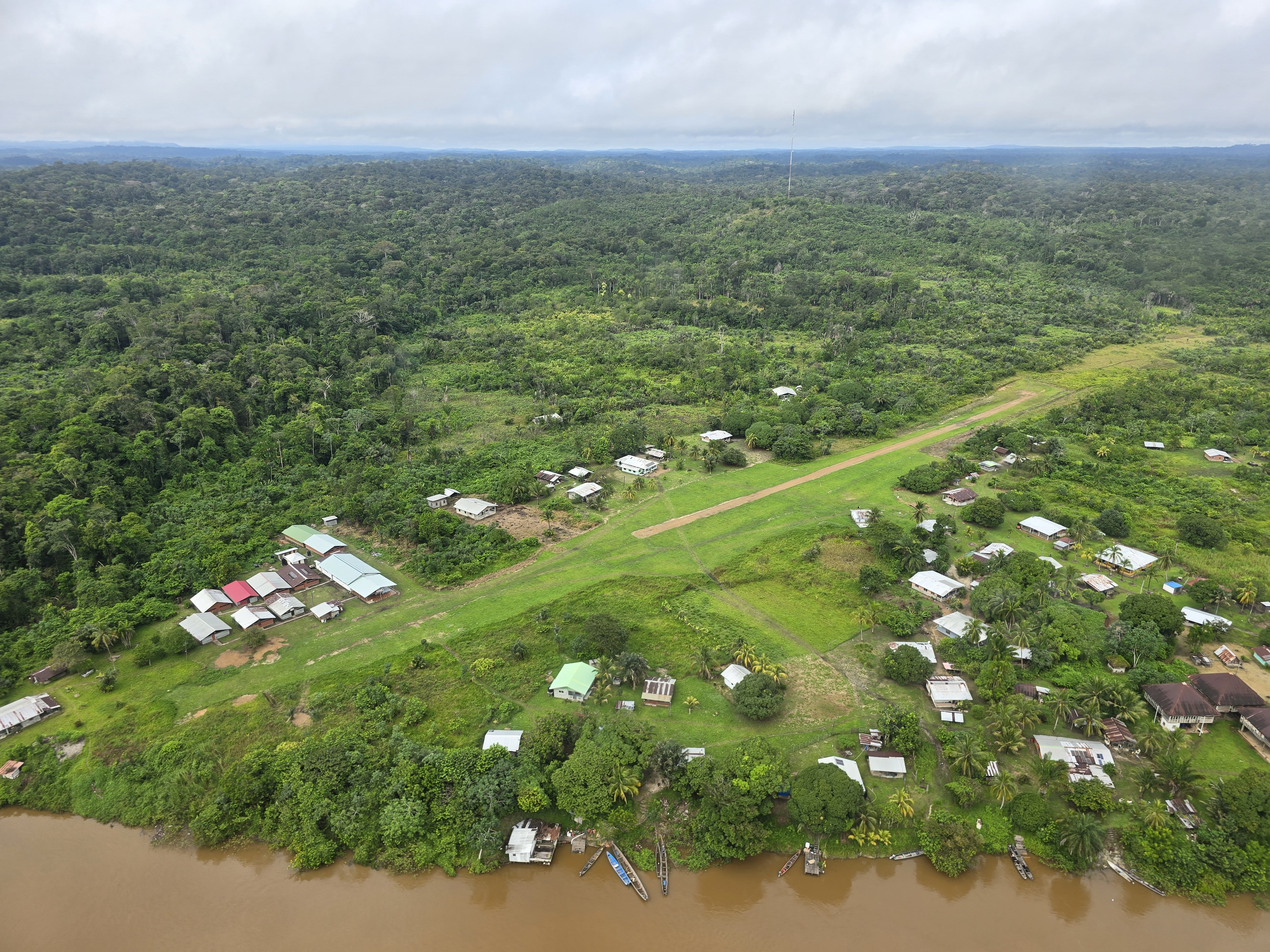
Het dorp in 2025

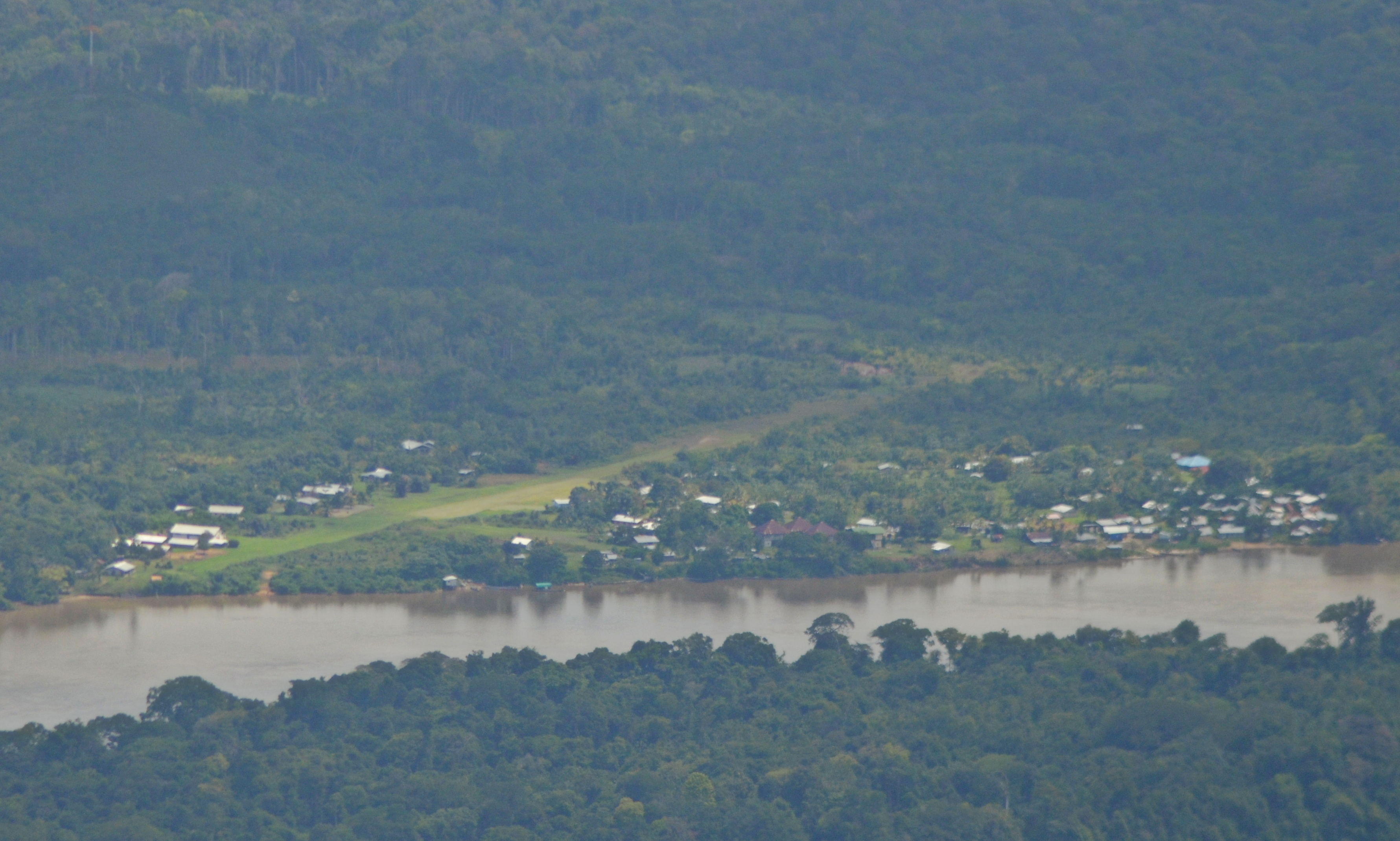
Het dorp Cottica met de Airstrip vanuit de lucht.

Affivisiti · Agaigoni · Ajokojokondre · Akani Pata · Aloepi 1 & 2 · Alopi · Antino · Antonio do Brinco · Apetina · Benanoe · Benzdorp · Clementi · Cottica · Draai · Drietabbetje · Gakaba · Godo-olo · Godoro · Granbori · Herminadorp · Intelewa · Kampoe · Kawemhakan · Koemakapan · Kontina · Lensidede · Maboga · Maisa Kampu · Manlobi · Moitaki · Monpoesoe · Nikie · Paloemeu · Peleloe Tepoe · Peruano · Poeketi · Poeloegoedoe · Ronaldo · Sajé · Tjon Tjon · Tutu Kampu · Wanfinga · Wehejok